# Щеглово (платформа)
Щегло́во — платформа Ириновского направления Октябрьской железной дороги на 4-м километре линии Мельничный Ручей — Невская Дубровка.

## История
Станция Щеглово была открыта в составе Ириновской железной дороги в 1896 году.

 
ЩЕГЛОВО — станция Ириновско-Шлиссельбургской жел. дороги 1 двор, 1 м. п., 1 ж. п., всего 2 чел. (1896 год)

Позднее станция была понижена до платформы:
- Платформа Щеглово на линии Мельничный Ручей — Шереметьевка. 1921 год

Согласно данным переписи населения СССР 1926 года: 

ЩЕГЛОВО — платформа, 2 двора, 6 душ. (1926 год)

28 марта 1942 года, на основании постановления Военного совета Ленинградского фронта № 00713 «О выселении из Ленинграда в административном порядке социально опасного элемента», от платформы Щеглово был отправлен эшелон с депортируемыми в Сибирь ингерманландцами, последний из двадцати сформированных во Всеволожском районе. 

## Описание
Платформа расположена на перегоне Мельничный Ручей — Кирпичный Завод в деревне Плинтовка Всеволожского района Ленинградской области. Имеется одна боковая платформа с бетонным навесом и билетной кассой. К востоку от платформы расположен регулируемый железнодорожный переезд без шлагбаума. В 1 км к северу от станции находится посёлок Щеглово.
Платформа была электрифицирована в 1967 году в составе участка Мельничный Ручей — Невская Дубровка. На платформе останавливаются все проходящие через неё пригородные электропоезда.

## Фото
- Вид в сторону Петрокрепости
- Указатель с названием платформы